# Caravaggio
Michelangelo Merisi da Caravaggio (ur. 29 września 1571 w Mediolanie, zm. 18 lipca 1610 w Porto Ercole koło Monte Argentario) – włoski malarz działający w latach 1593–1610 w Rzymie, Neapolu, na Malcie i Sycylii. 
Był reformatorem malarstwa europejskiego na przełomie XVI i XVII wieku. W swoich obrazach wyrzekł się piękna ludzkiego ciała, idealizowanego przez malarzy renesansowych. W celu ukazania realizmu wprowadził do swych dzieł ostry światłocień. Malowidła Caravaggia cechuje połączenie fizycznej formy i psychologicznej treści. Jego styl stał się wzorem dla malarzy epoki baroku. Caravaggio był zapomniany w wiekach XVIII i XIX, został na nowo odkryty w XX stuleciu; obecnie jest uznawany za wielkiego artystę barokowego.

## Życiorys

### Wczesne lata (1571–1592)
Caravaggio urodził się w Mediolanie 29 września 1571 roku w rodzinie Ferma Merisiego – byłego zarządcy i architekta-dekoratora domu Francesca Sforzy, księcia Mediolanu, i Lucii Aratori, pochodzącej z bogatej mediolańskiej rodziny. W 1576 rodzina przeniosła się do miejscowości Caravaggio, uciekając przed szalejącą w Mediolanie zarazą. Fermo Merisi, ojciec malarza, zmarł w 1577 roku. Przypuszcza się, że artysta dorastał w Caravaggio, ale jego rodzina nadal utrzymywała kontakt ze Sforzami oraz z ich krewniakami Colonnami, którzy w przyszłości wywarli duży wpływ na życie artysty.
W latach 1584–1588 Caravaggio odbywał praktykę u malarza Simona Peterzana z Mediolanu, ucznia Tycjana. Po odbyciu praktyk artysta miał pozostać w Mediolanie. Przypuszcza się, że krótko po ukończeniu nauki młody malarz odbył podróż do Wenecji, gdzie zapoznał się z dziełami Giorgionego. Mógłby świadczyć o tym fakt, że w późniejszych latach zarzucano mu zbytnie wzorowanie się na weneckim malarzu. Caravaggio zapoznał się także z dziełami sztuki, znajdującymi się w Mediolanie, w tym z obrazem Ostatnia Wieczerza Leonarda da Vinci, oraz regionalną sztuką Lombardii, która ceniła „prostotę i zwracanie uwagi na detale”. Sztuka Lombardii wywarła wpływ na malarstwo Caravaggia. Jego styl bardziej zbliżony był do naturalizmu niemieckiego niż do stylizowanej formalności rzymskiego manieryzmu.

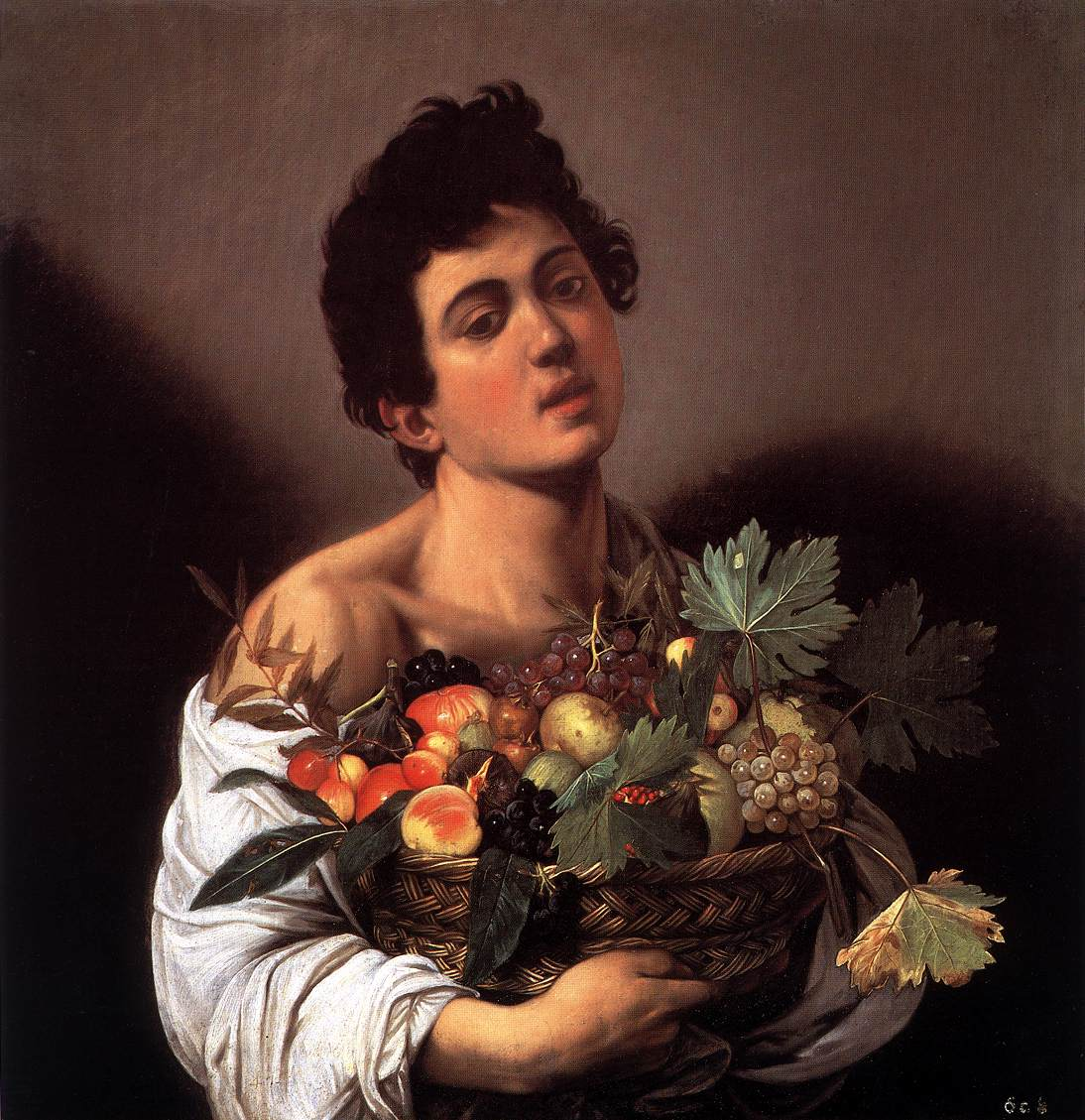
Chłopiec z koszem owoców (ok. 1593). Olej na płótnie, 67×53 cm. Galeria Borghese, Rzym

### Rzym (1592–1600)
W połowie 1592 roku Caravaggio przybył do Rzymu.

Nagi i w potrzebie... bez adresu i środków do życia... bez pieniędzy.

Kilka miesięcy po przyjeździe do Rzymu malarz najął się za rzemieślnika u odnoszącego sukcesy Giuseppego Cesariego, malarza papieża Klemensa VIII. W tym okresie Caravaggio malował w swoim warsztacie kwiaty i owoce. Znane są obrazy z tego okresu: Chłopiec obierający owoc, Chłopiec z koszem owoców, Chory Bachus. To trzecie dzieło, według znawców sztuki Caravaggia, jest autoportretem, wykonanym w czasie choroby malarza. Wszystkie trzy wymienione obrazy prezentują jeden z aspektów jego realizmu – fizyczną szczegółowość, z której Caravaggio zasłynie w późniejszych latach: kosz z owocami, trzymany przez chłopca, został zanalizowany przez profesora ogrodnictwa, który był w stanie zidentyfikować pojedyncze owoce aż do dużego liścia figowego z plamami grzybowymi, przypominającymi antkanozę (Glomerella cingulata). Po powrocie do zdrowia Caravaggio zrezygnował z pracy u Cesariego.
Malarz opuścił Cesariego w styczniu 1594 roku. Nie wiodło mu się dobrze. Udało mu się zawiązać kilka ważnych przyjaźni: z malarzem Prosperem Orsim, który przedstawił go wpływowym kolekcjonerom dzieł sztuki, architektem Onoriem Longhim, który wprowadził go w świat rzymskich bójek ulicznych, oraz z szesnastoletnim artystą sycylijskim – Mariem Mittinim, który pozował dla Caravaggia, a w przyszłości był pomocny w zdobywaniu zleceń na Sycylii. Obraz Wróżenie z ręki, pierwsza kompozycja Caravaggia z więcej niż jedną postacią, pokazuje Maria, oszukiwanego przez Cygankę. Temat ten był nowy w Rzymie i stał się popularny w następnych stuleciach. Caravaggio sprzedał obraz za bezcen. Następne dzieło – Grający w karty – przedstawia chłopca, padającego ofiarą szulerów. Obraz jest skomplikowany psychologicznie. Tak jak i w przypadku obrazu Wróżenie z ręki motyw szulerów stał się popularny, zachowało się ponad pięćdziesiąt kopii dzieła innych artystów. Obraz zaowocował patronatem kardynała Francesca Marii Bourbona del Montego, jednego z czołowych rzymskich koneserów sztuki. Dla del Montego i jego bogatego i kochającego sztukę kręgu Caravaggio wykonał szereg intymnych dzieł: Muzycy, Grający na lutni, Bachus z podchmielonym bogiem, Chłopiec gryziony przez jaszczurkę, dzieło zarazem alegoryczne, jak i realistyczne. Do tych obrazów pozował między innymi Minniti. Atmosfera homoseksualnego erotyzmu tych obrazów stała się punktem sporów między naukowcami i biografami Caravaggia, odkąd po raz pierwszy temat ten został poruszony w drugiej połowie XX wieku.

Realizm w dziełach Caravaggia powrócił wraz z pierwszymi religijnymi obrazami, pełnymi głębokiej duchowości. Pierwszym z tych obrazów było dzieło Maria Magdalena pokutująca, ukazujące świętą w momencie, gdy porzuca życie jako kurtyzana i siedzi na podłodze, płacząc, pośród rozrzuconych dookoła klejnotów. 

Nie wydawał się to być w ogóle obraz religijny... dziewczyna siedząca na niskim stołku i susząca włosy... Gdzie był żal... cierpienie... obietnica zbawienia?

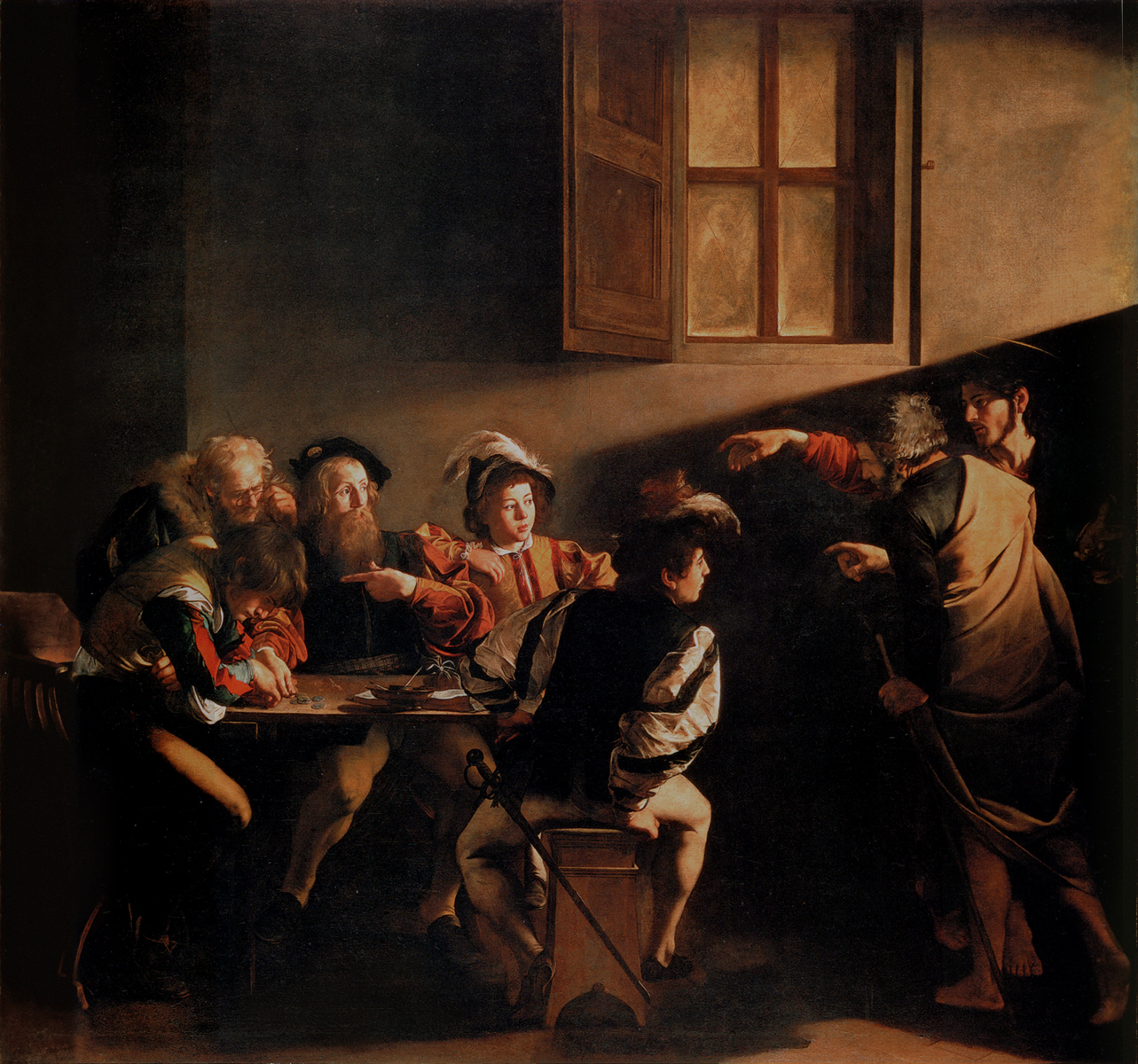
Powołanie świętego Mateusza (1599–1600). Olej na płótnie, 322×340 cm. Kaplica Contarellich, San Luigi dei Francesi, Rzym. Chrystus stojący w cieniu z prawej strony (dyskretna aurola wekół głowy) wskazuje palcem na Mateusza każąc mu iść ze sobą (Mat 9,9-13)

 Dzieło jest niedopowiedziane, w stylu lombardzkim, a nie rzymskim, emocjonalnym i dosadnym. Obraz poprzedził kolejne w tej samej manierze: Święta Katarzyna, Nawrócenie Marii Magdaleny, Judyta odcinająca głowę Holofernesowi, Poświęcenie Izaaka, Ekstaza św. Franciszka z Asyżu, Odpoczynek w czasie ucieczki do Egiptu. Dzieła te miały dosyć wąskie grono odbiorców, uczyniły jednak Caravaggia znanym wśród koneserów sztuki i artystów. Prawdziwą sławę malarz zdobył po wykonaniu zleceń dla Kościoła, które mogła obejrzeć szeroka publika.

### „Najsłynniejszy malarz Rzymu” (1600–1606)
W 1599 roku, dzięki wpływom del Montego, Caravaggio uzyskał zlecenie na dekoracje kaplicy Contarellich w kościele św. Ludwika Króla Francji. Dwa dzieła, ukończone w 1600 roku, Męczeństwo św. Mateusza i Powołanie św. Mateusza wywołały sensację. Tenebryzm, pogłębione chiaroscuro, Caravaggia nadał obrazom dramatyzmu, podczas gdy przenikliwy realizm dodał intensywności emocjonalnej. 

Malarzy w ówczesnym Rzymie zafascynowało nowe podejście Caravaggia, szczególnie młodzi zbierali się wokół niego i wychwalali go jako wyjątkowego naśladowcę natury, a dzieła jego uważali za cuda, przebijali się w kopiowaniu go, rozbierali modeli i podnosili oświetlenie; zamiast studiować i słuchać instrukcji mistrzów, wychodzili na ulice i place Rzymu w poszukiwaniu nowych mistrzów i modeli kopiowania natury

Po publicznej prezentacji obrazów Caravaggio uzyskał szereg prestiżowych zleceń na dzieła o tematyce religijnej, w tym na brutalne walki, groteskowe dekapitacje, tortury i śmierć. Zdecydowana większość dzieł przynosiła mu większą sławę, aczkolwiek kilka malowideł zostało odrzuconych przez zleceniodawców, przynajmniej w oryginalnej formie – musiały być przemalowane bądź znaleźć nowego nabywcę. Problem tkwił w tym, że o ile dramatyczna intensywność była doceniana, o tyle realizm był uznawany za wulgarny i tym samym nie do zaakceptowania. Dotyczyło to między innymi obrazu Święty Mateusz i anioł, który przedstawiał świętego jako łysego chłopa o brudnych nogach w towarzystwie skąpo odzianego chłopca-anioła. Pierwsza wersja dzieła została odrzucona i musiała być przemalowana, w miejsce jej powstał obraz Inspiracja świętego Mateusza. Podobny los spotkał dzieło Nawrócenie świętego Pawła. Inna wersja tego samego motywu, Nawrócenie w drodze do Damaszku, została zaakceptowana. Na odrzuconym dziele koński zad przykuwał uwagę bardziej niż sam święty, co sprowokowało następującą wymianę zdań między artystą a zleceniodawcą z Santa Maria del Popolo:

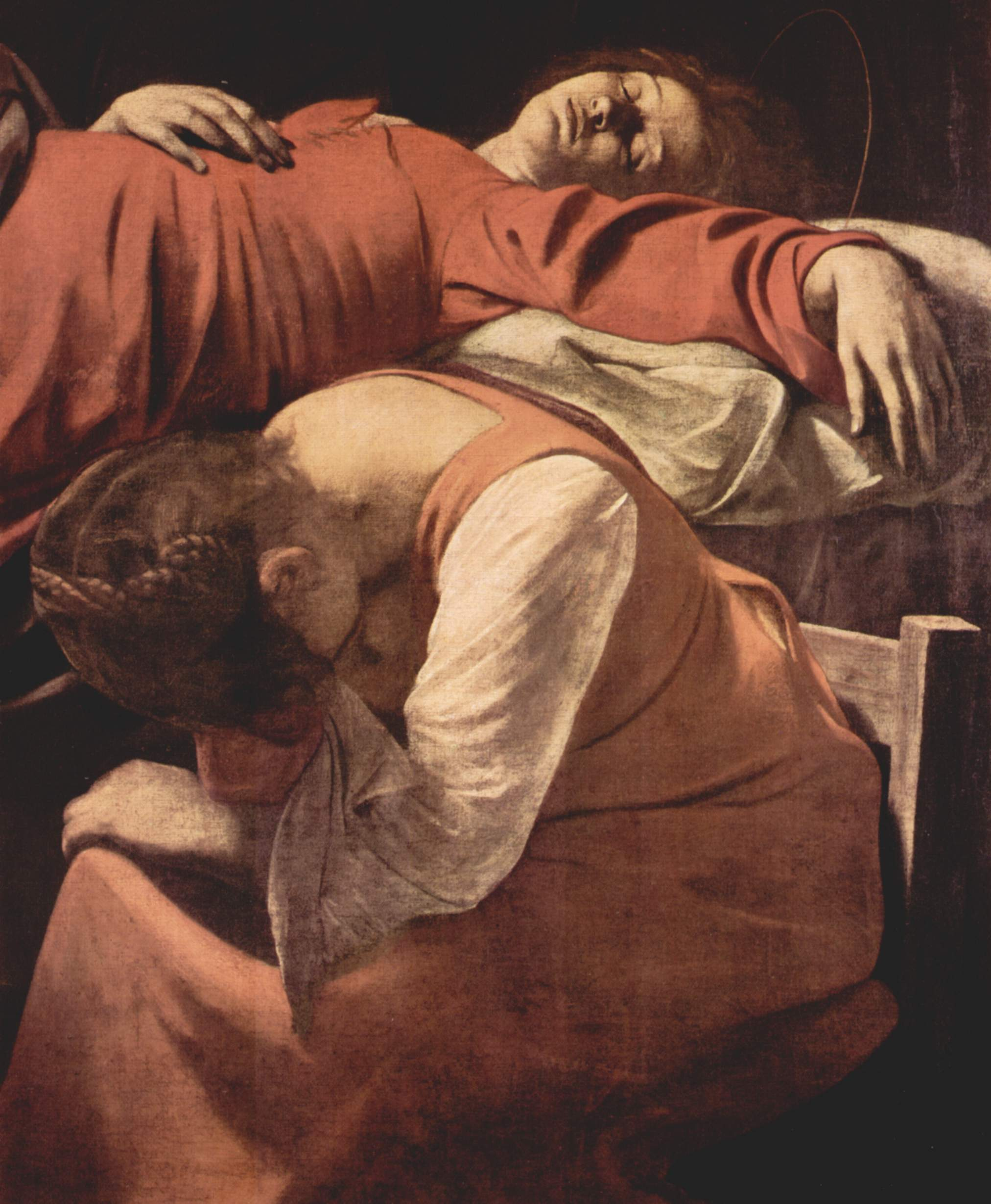
Śmierć Marii (fragment) (1601–1606). Olej na płótnie, 396×245cm. Luwr, Paryż

– Czemu umieściłeś konia na środku, a św. Pawła na ziemi?
– Bo tak!
– Czy koń jest Bogiem?
– Nie, ale stoi w bożym świetle!

W okresie rzymskim Caravaggio namalował także takie obrazy jak: Złożenie do grobu, Madonna pielgrzymów, znany również pod nazwą Madonna di Loreto, Madonna i dzieciątko ze świętą Anną oraz Śmierć Marii. Historia ostatnich dwóch dzieł dobrze oddaje przyjęcie, jakie spotykało dzieła Caravaggia w jego czasach. Obraz Madonna i dzieciątko ze świętą Anną, namalowany do małego ołtarza w bazylice św. Piotra pozostał tam tylko przez dwa dni, po czym został zdjęty. Sekretarz kardynała, sprawującego pieczę nad bazyliką, uzasadniał przyczynę niezaakceptowania dzieła: 

Obraz ten przedstawia tylko wulgarność, profanację, bezbożność i odrazę… Można rzec, że to dzieło artysty, który potrafi malować, ale takiego o ciemnej duszy, który długi czas żył z dala od Boga, jego adoracji i jakiejkolwiek dobrej myśli…

Dzieło Śmierć Marii, zlecone przez bogatego sędziego do jego prywatnej kaplicy w nowym karmelickim kościele Santa Maria della Scala, zostało odrzucone przez karmelitów bosych w 1606 roku. Współczesny Caravaggia, jego biograf – Giulio Mancini – pisał o przyczynie niechęci duchownych do obrazu: 

Tym samym można zrozumieć, jak źle niektórzy nowocześni artyści malują, jak na przykład ci, którzy chcąc sportretować Najświętszą Pannę, przedstawiają jakąś brudną prostytutkę z Ortaccio, tak jak uczynił to Michelangelo da Caravaggio na obrazie Śmierć Marii do Madonna Della Scala, który z tego właśnie powodu dobrzy ojcowie odrzucili, a może i dlatego ten biedny człowiek napotkał w życiu tyle problemów.

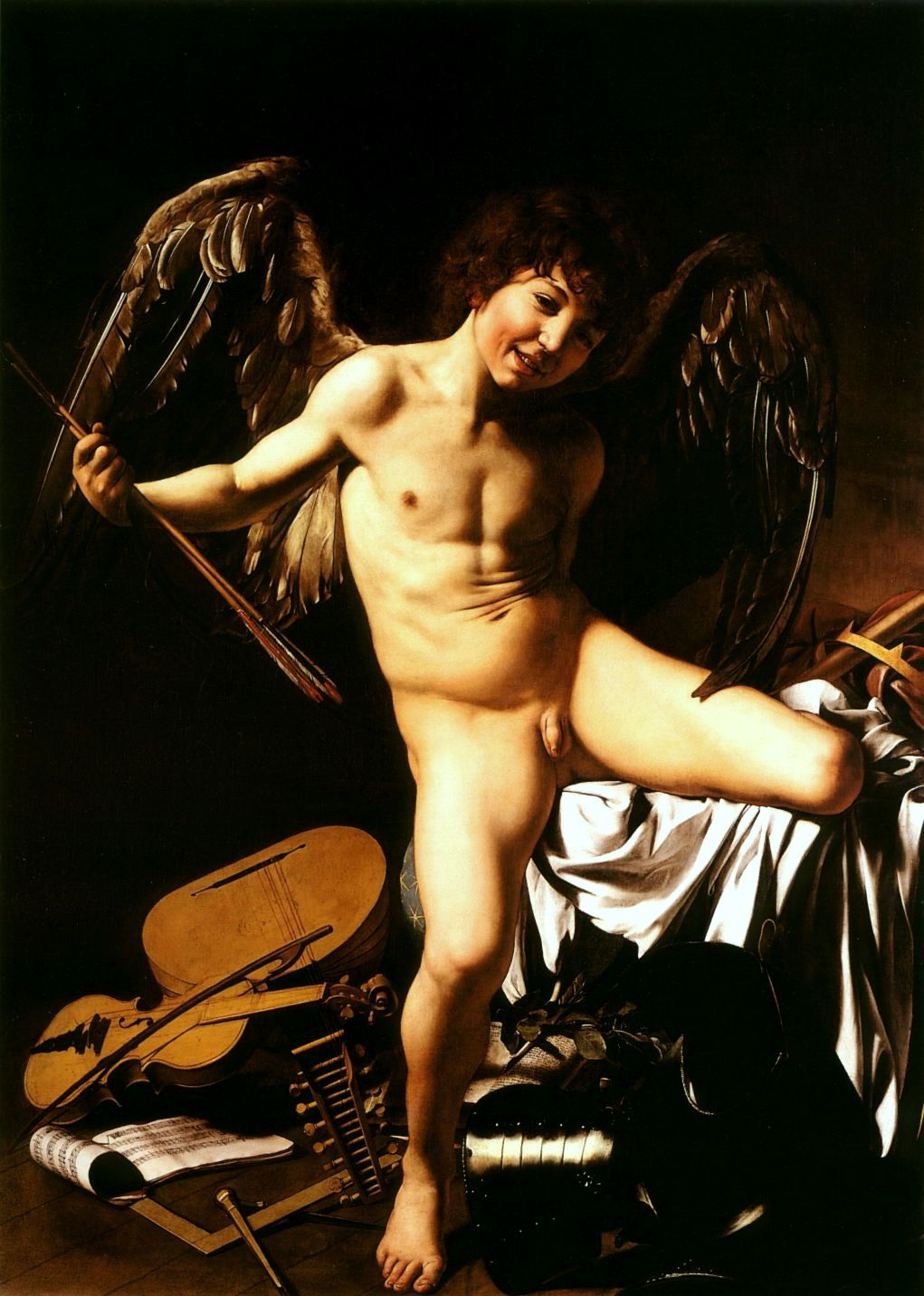
Amor Zwycięski (1602–1603). Olej na płótnie. 156×113 cm. Gemäldegalerie, Berlin

Giovanni Baglione, inny współczesny Caravaggia, twierdzi, że obraz odrzucono z powodu odsłoniętych nóg Marii: 

Dla kościoła Madonna della Scala na Zatybrzu namalował śmierć Madonny, ale ponieważ przedstawił ją nie zachowując decorum, opuchniętą i z odsłoniętymi nogami, obraz został zdjęty i książę Mantui kupił go i umieścił w swojej najszacowniejszej galerii.

Ołtarz, zamówiony w zastępstwie, został wykonany przez jednego z naśladowców Caravaggia – Carlo Saraceni. Nie ukazywał leżącej zmarłej dziewicy, ale konającą siedzącą. I nawet to dzieło zostało odrzucone i zastąpione takim, które ukazywało Marię, wstępującą do nieba, otoczoną chórem aniołów.
Brak akceptacji niektórych dzieł Caravaggia przez klientów nie oznaczał ujmy na sławie mistrza. Obraz Śmierć Marii, od razu po zdjęciu ze ścian kościoła, znalazł nabywcę w osobie księcia Mantui, który kupił go za namową Rubensa. Malowidło kilkakrotnie zmieniało właściciela. Następnym posiadaczem płótna został Karol I Stuart, król Anglii, a po jego śmierci paryski bankier Jabach. Ostatecznie w 1671 roku obraz znalazł się w kolekcji króla Francji Ludwika XIV.
W 1602 roku Caravaggio ukończył obraz Amor Zwycięski, jedyne dzieło o tematyce świeckiej z okresu rzymskiego. Obraz był zamówiony przez Vincenza Giustianianiego, członka kręgu del Montego. Modelem, według wspomnień z początku XVII wieku, był niejaki Cecco, którego obecnie identyfikuje się z Francescem Bonerim, znanym w latach 1610–1625 jako Cecco Caravaggia. Na obrazie Cecco został przedstawiony z łukiem i strzałą, depczący symbole wojny, pokojowych sztuk oraz nauki. Jest skąpo odziany i ciężko dopatrzyć się w śmiejącym się urwisie rzymskiego boga Amora, tak samo jak trudno uznać na wpół odzianych młodzieńców Caravaggia za anioły na innych płótnach. Najważniejszą cechą obrazu jest jego ambiwalentna rzeczywistość: to jednocześnie Amor i Cecco, tak jak Matka Boska Caravaggia była jednocześnie Najświętszą Panienką i rzymską prostytutką, która pozowała do obrazów.

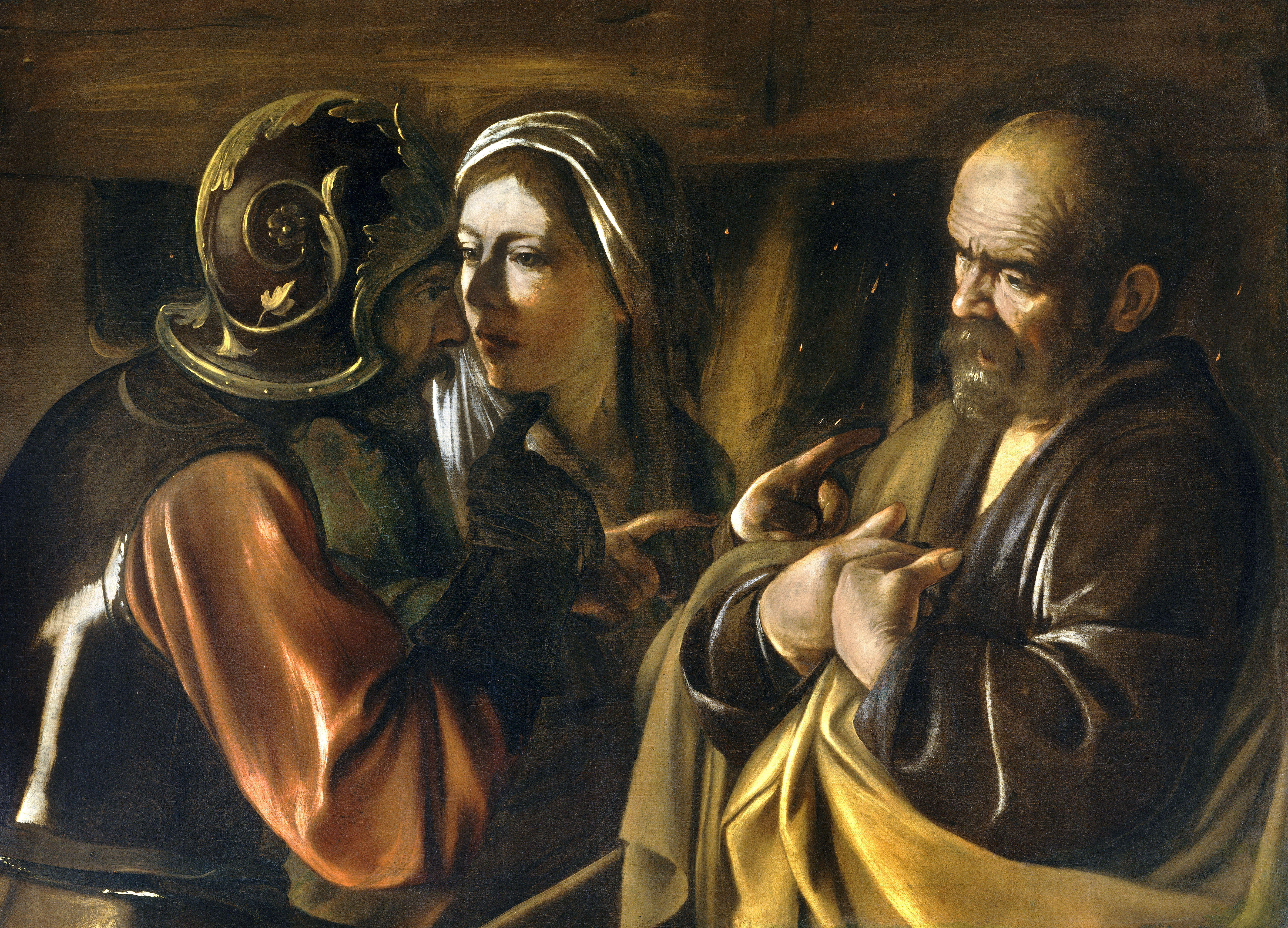
Zaparcie się Piotra (ok. 1610). Olej na płótnie, 94×125 cm. Metropolitan Museum of Art, New York. W chiaroscuro kobieta kieruje dwa palce na Piotra, podczas gdy żołnierz kieruje trzeci. Za pomocą tych symboli Caravaggio opowiada historię Piotra, który trzykrotnie wyparł się Chrystusa

### Wygnanie i śmierć (1606–1610)
Caravaggio wiódł życie burzliwe i awanturnicze nawet jak na czasy, w których tego typu zachowanie było na porządku dziennym. Policyjne i sądowe akta na jego temat liczą wiele stron. 29 maja 1606 roku Caravaggio zabił, prawdopodobnie nieumyślnie, młodego Ranuccia Tomassoniego. Wcześniej jego wysoko postawieni patroni chronili go przed konsekwencjami jego eskapad, ale tym razem nie mogli zrobić nic. Caravaggio, wyjęty spod prawa, uciekł do Neapolu. Tam, poza rzymską jurysdykcją, chroniony przez rodzinę Colonnów, najsłynniejszy malarz Rzymu stał się najsławniejszym malarzem Neapolu. Powiązania z rodziną Colonnów zapewniły mu szereg zleceń kościelnych. W czasie jego pobytu w Neapolu powstały obrazy Matka Boska Różańcowa i Siedem aktów miłosierdzia.
Po paru miesiącach spędzonych w Neapolu Caravaggio wyjechał na Maltę, gdzie siedzibę główną mieli joannici. Liczył na to, że patronat Alofa de Wignacourt, Wielkiego Mistrza zakonu, pomoże mu zdobyć uniewinnienie w związku ze śmiercią Tomassiego. Na Malcie Caravaggio został nadwornym malarzem zakonu, a Wignacourt uczynił go rycerzem zakonu, co, według Belloriego, bardzo go uradowało. Główne dzieła z okresu maltańskiego to między innymi Ścięcie św. Jana Chrzciciela, jedyny obraz podpisany przez Caravaggia, oraz Portret Alofa de Wignacourta, a także portrety innych czołowych rycerzy.
Pod koniec sierpnia 1608 roku Caravaggio został aresztowany i osadzony w więzieniu za udział w pobiciu jednego z rycerzy zakonu. W grudniu Caravaggio został wydalony z zakonu „jako wstrętny i zgniły członek”.

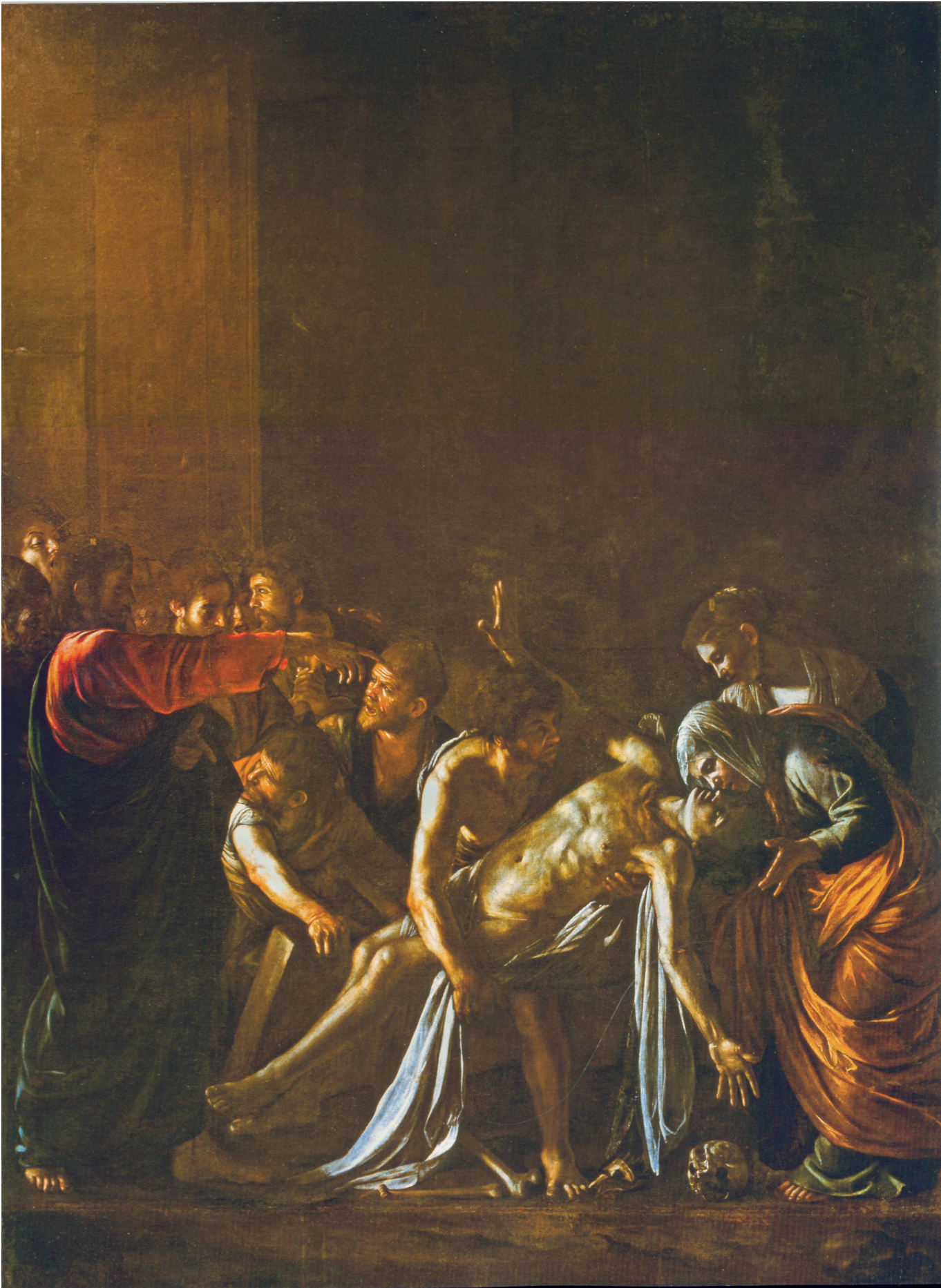
Wskrzeszenie Łazarza (1609), Museo Regionale di Messina, Mesyna

Przed ogłoszeniem ekstradycji Caravaggio uciekł na Sycylię w towarzystwie swojego dawnego kompana Maria Minnitiego, który był już żonaty i mieszkał w Syrakuzach. Ich wędrówka wiodła przez Syrakuzy do Mesyny i dalej do stolicy wyspy, Palermo. W każdym z tych miast Caravaggio, przy pomocy Minnitiego, zdobywał prestiżowe i dobrze płatne zlecenia. Do najważniejszych dzieł z tego okresu zaliczane są między innymi Pogrzeb świętej Lucyny, Wskrzeszenie Łazarza oraz Pokłon pasterzy. Styl Caravaggia nadal ewoluował. Obrazy ukazywały fryzy postaci na dużym, pustym tle. 

Jego wspaniałe sycylijskie ołtarze izolują zacienione, żałośnie biedne postacie w rozległych połaciach czerni; sugerują desperacki strach i słabość człowieka, a zarazem przekazują, z nową, aczkolwiek dołującą czułością, piękno upokorzenia miałkich, którzy odziedziczą świat.

 W okresie wygnania malarz zdziwaczał: spał z bronią i w ubraniu, niszczył płótna przy najdrobniejszej krytyce, szydził z lokalnych malarzy.
Po zaledwie dziewięciu miesiącach na Sycylii Caravaggio powrócił do Neapolu. Według jednego z biografów, był on goniony przez wrogów na Sycylii i uznał, że do czasu uzyskania ułaskawienia od papieża Pawła V najbezpieczniej będzie schronić się pod dachem rodziny Colonnów. Ułaskawienie umożliwiłoby mu powrót do Rzymu. W Neapolu Caravaggio namalował obrazy Zaparcie się świętego Piotra, ostateczną wersję obrazu Jan Chrzciciela na pustyni i Męczeństwo świętej Urszuli. Męczennica uchwycona została w najbardziej dramatycznym momencie: wystrzelona przez króla Hunów strzała przeszywa jej pierś.
W Neapolu Caravaggio przeżył zamach na swoje życie z rąk nieustalonego sprawcy. Pierwsze doniesienia do Rzymu podają, że malarz został zabity, późniejsze jednak informują, że żyje, ale ma mocno zdeformowaną twarz. Po zamachu Caravaggio namalował Salome z głową Jana Chrzciciela. W rysach głowy świętego na tacy można się dopatrzyć autoportretu malarza. Obraz został wysłany do Wignacourta z prośbą o wybaczenie. W tym samym czasie powstało też dzieło Dawid z głową Goliata. Obraz przedstawia młodego zasmuconego Dawida, patrzącego na poranioną głowę giganta. Malarz przedstawił siebie jako Goliata. Ten obraz został wysłany do kardynała Scipiona Borghese, konesera sztuki, ale pozbawionego skrupułów, który miał moc wydawania uniewinnień lub ich wstrzymywania.
Latem 1610 roku nadeszło ułaskawienie z Rzymu i Caravaggio wyruszył łodzią z Neapolu do Rzymu. Ze sobą miał ostatnie trzy obrazy, prezenty dla kardynała Borghese. Z niejasnych powodów nie dotarł do celu, zmarł po drodze. Istnieje wiele hipotez na temat śmierci malarza. 28 lipca 1610 roku anonimowy list z Rzymu do książęcego dworu Urbino donosi o śmierci Caravaggia. Trzy dni później kolejny list mówi, że zmarł on na skutek gorączki. To były najwcześniejsze, lakoniczne, doniesienia o jego śmierci, po których pojawiły się inne, bardziej szczegółowe. Ciała nie znaleziono. Caravaggio zmarł 18 lipca 1610 roku, w szpitalu w Porto Ercole blisko Grosseto w Toskanii.

## Caravaggio artysta

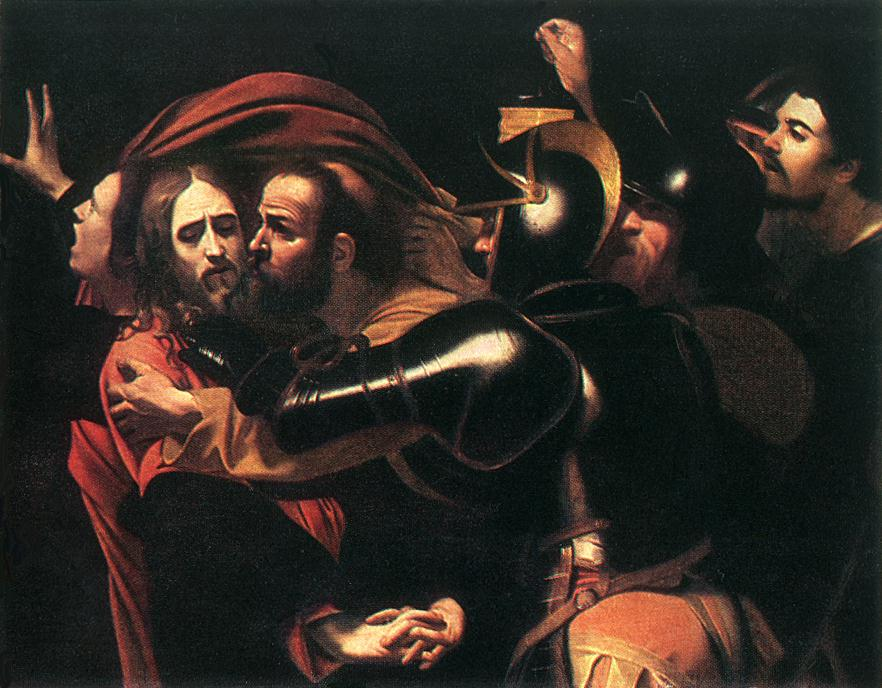
Pocałunek Judasza (1602). National Gallery of Ireland, Dublin. Zastosowanie przez Caravaggia techniki chiaroscuro widać na twarzach i zbroi, oświetlonych mimo braku widocznego źródła światła

### Narodziny baroku
Według Lamberta nowatorstwo malarstwa Caravaggia polegało na zamianie oscuro (cieni) na chiaroscuro (światłocienie). Chiaroscuro było w użyciu długo przed jego wejściem na scenę, ale to właśnie Caravaggio zastosował tę technikę tak zdecydowanie, zaciemniając cienie i łapiąc obiekty w oślepiające światło. Za tym szła przenikliwa obserwacja zarówno obiektów fizycznych, jak i psychologicznej rzeczywistości, co czyniło go z jednej strony niewiarygodnie popularnym, a z drugiej prowadziło do problemów ze zleceniami o tematyce religijnej. Malował obrazy przy pomocy szybkiego pociągnięcia pędzla, a wstępne linie kreślił końcówką trzonka. Dla ówczesnych artystów takie podejście było skandaliczne, potępiali oni brak szkiców oraz idealizowanie postaci. Do obrazów pozowali żywi modele, którzy dla Caravaggia byli podstawą realizmu jego obrazów. Niektóre postacie udało się zidentyfikować, w tym Maria Minnitiego i Francesca Boneriego. Mario pozował do wczesnych dzieł o tematyce świeckiej, młody Francesco pozował do obrazów, przedstawiających anioły, Jana Chrzciciela i Dawida. Wśród modelek zidentyfikowano Fillidę Melandroni z obrazu Portret kurtyzany, Annę Bianchini z dzieła Marta i Maria Magdalena, oraz Magdalenę Antognetii, kochankę artysty, figurującą w dokumentach sądowych dotyczących tzw. sprawy karczocha. Wszystkie modelki Caravaggia, pozujące do obrazów o tematyce religijnej, były zawodowymi kurtyzanami. Malarz umieścił także własną podobiznę w kilku dziełach. Ostatni jego wizerunek to jeden ze świadków zabójstwa świętej w obrazie Męczeństwo świętej Urszuli.

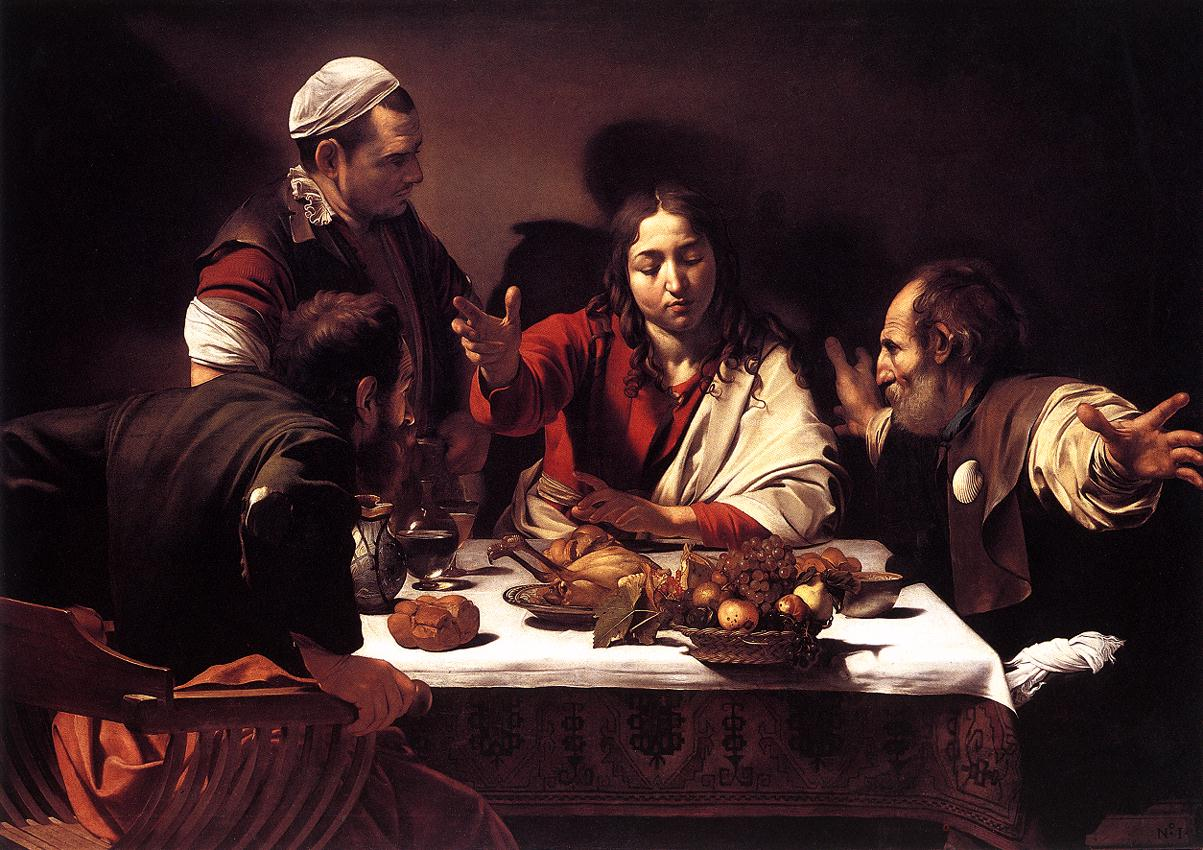
Wieczerza w Emaus, (1601). Olej na płótnie, 139×195 cm. National Gallery, Londyn

Caravaggio miał wyjątkową umiejętność ukazywania doniosłości przełomowej chwili w życiu. Obraz Wieczerza w Emaus przedstawia uznanie Chrystusa przez jego uczniów w momencie przełamania chleba. Uczniowie opłakują śmierć Mesjasza, by za chwilę cieszyć się jego zmartwychwstaniem. Sytuacja jest obserwowana przez właściciela tawerny. Na obrazie Powołanie świętego Mateusza ręka świętego wskazuje na niego samego. Gest ręki oznacza pytanie: „Kto? Ja?”, podczas gdy jego spojrzenie, skierowane ku Chrystusowi, oraz mimika wyrażają już zgodę na pójście za Nim. W obrazie Wskrzeszenie Łazarza Caravaggio posunął się jeszcze dalej, pokazując fizyczny proces powstawania z martwych. Ciało Łazarza nadal wydaje się martwe, ale jego uniesiona ręka i dłoń zwrócona w stronę Chrystusa są już żywe.

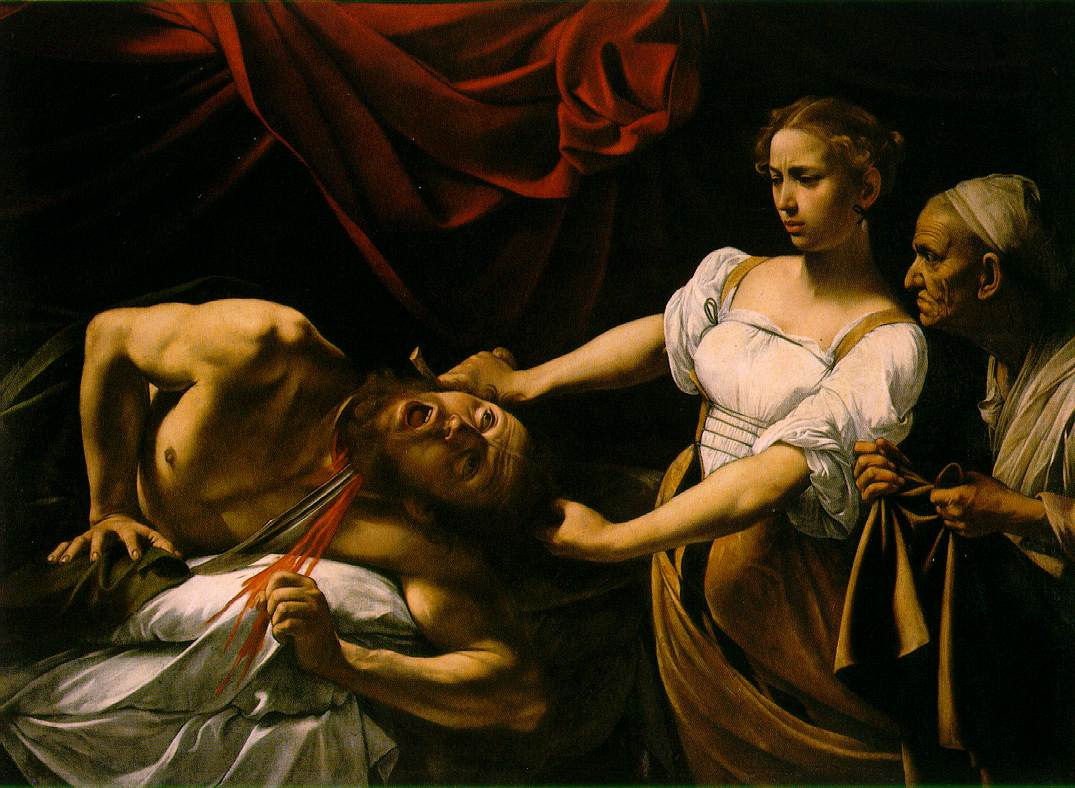
Judyta odcinająca głowę Holofernesowi (1598–1599). Galleria Nazionale d’Arte Antica, Rzym

### Caravaggioniści
Umieszczenie obrazu św. Mateusza w kaplicy Contarellich miało natychmiastowy wpływ na młodych artystów Rzymu. Styl dzieł Caravaggia wytyczył drogę dla nowego pokolenia malarzy barokowych. Powstał nurt, zwany caravaggionizmem. Pierwsi caravaggioniści to Giovanni Baglione, którego okres fascynacji Caravaggiem był jednak krótki, oraz Orazio Gentileschi, który upowszechnił styl Caravaggia w Anglii na dworze Karola I. Córka Gentileschiego, Artemisia, była uznawana za najzdolniejszą artystkę ruchu caravaggionistów. W następnym pokoleniu do caravaggionistów należeli przede wszystkim Carlo Saraceni, Bartolomeo Manfredi i Orazio Borgianni. W Rzymie jednak niedługo po śmierci Caravaggia jego innowacyjność w malarstwie została zapomniana. Koneserzy sztuki woleli połączenie późnego renesansu i lombardzkiego realizmu, które reprezentował malarz Annibale Carracci.
Krótki pobyt Caravaggia w Neapolu spowodował powstanie szkoły neapolitańskich caravaggionistów. Do czołowych postaci tego nurtu w Neapolu zaliczane są Giovanni Battista Caracciolo i Carlo Sellitto. Caravaggionizm zakończył się tam wraz z wybuchem zarazy w 1656 roku. Za pośrednictwem Neapolu caravaggionizm dotarł na Półwysep Iberyjski.
Na północ Europy nurt dotarł za pośrednictwem grupy katolickich artystów z Utrechtu, zwanych później utrechckimi caravaggionistami. Na początku XVII wieku studenci z Holandii odbyli podróż do Rzymu i, jak opisuje Bellori, dzieła Caravaggia wywarły na nich duży wpływ. Po powrocie studentów na północ styl, zapożyczony od Caravaggia, kwitł jednak krótko, ale intensywnie w latach dwudziestych XVII wieku. Do holenderskich caravaggionistów zaliczani są Hendrick ter Brugghen, Gerrit van Honthorst, Andries Both i Dirck van Baburen.
Malarstwo miało wpływ na głównych artystów Baroku: Rubensa, Vermeera, Rembrandta i Velazqueza. Rubens nabył obraz Caravaggia Złożenie do grobu i namalował jego kopię dla rodziny Gonzagów z Mantui. Velazquez mógł zapoznać się z dziełami Caravaggia podczas wielu krótkich pobytów w Italii.

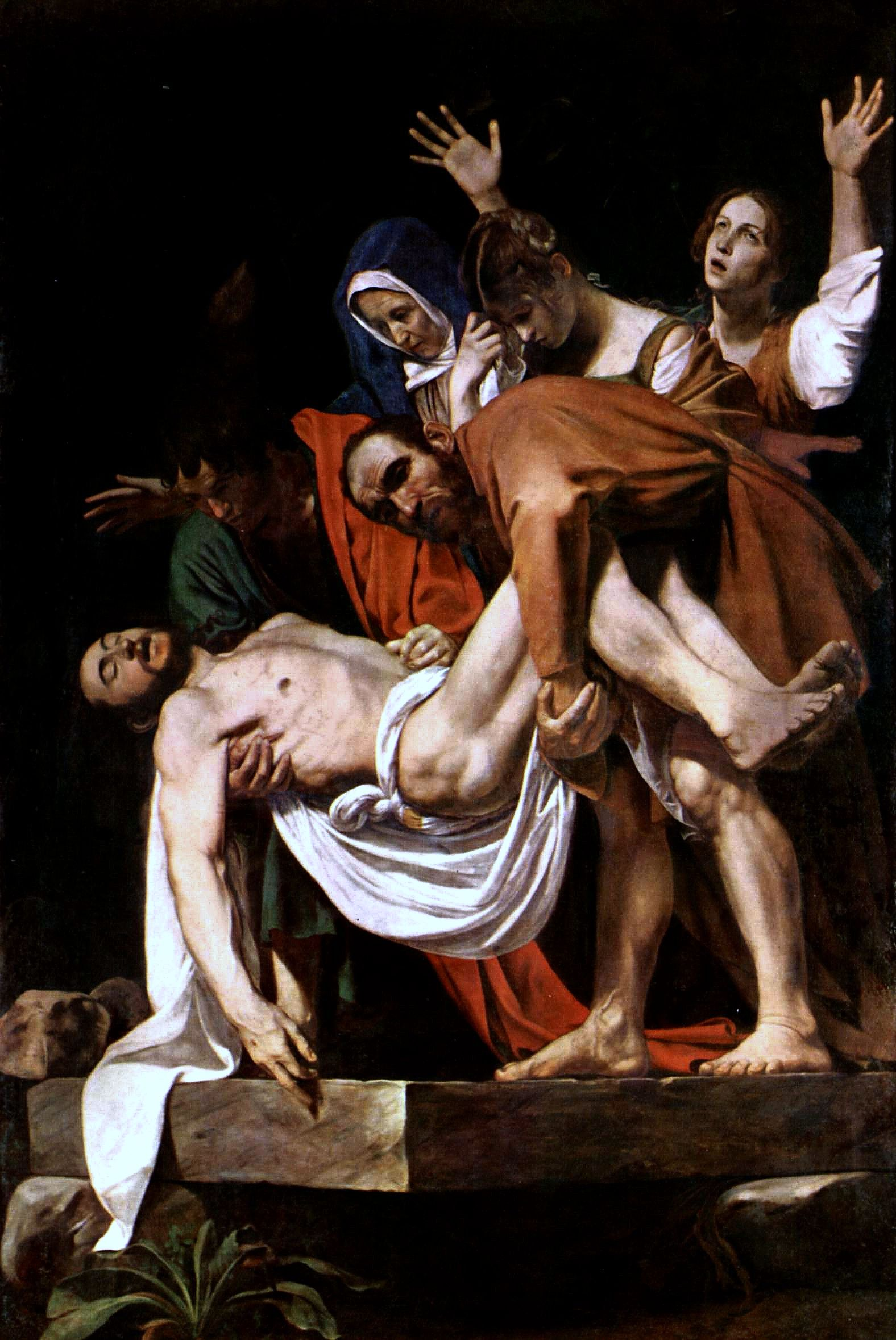
Złożenie do grobu (1602–1603). Pinakoteka Watykańska

### Śmierć, zapomnienie i odrodzenie się sławy
Sława Caravaggia nie przetrwała jego śmierci. Wprowadzone przez niego innowacje inspirowały barok, ale artyści zapożyczyli dramatyzm chiaroscuro bez psychologicznego realizmu. Caravaggio miał bezpośredni wpływ na swoich rodaków – Orazio Gentileschi i jego córkę Artesmisię, na Francuzów – Georges’a de La Toura i Simona Voueta, oraz Hiszpana – Jusepe de Riberę. Po zaledwie paru dekadach jego dzieła zaczęto przypisywać mniej skandalicznym artystom lub po prostu o nich zapomniano. Barok, do którego rozwoju tak znacząco się przyczynił, poszedł naprzód, moda się zmieniła, a Caravaggio, w odróżnieniu od Caraccia, nigdy nie założył własnego warsztatu i tym samym nie rozwinęła się szkoła, która kontynuowałaby jego technikę. Nie pozostawił po sobie żadnej teorii na temat psychologicznego podejścia do sztuki. Takie podejście można jedynie wywnioskować z ocalałych dzieł. Zarówno awanturnicze życie, jak i twórczość Caravaggia podatna była na ataki krytyków. Brak piśmiennictwa po malarzu skrzętnie wykorzystał jego rywal, malarz Giovanni Baglione, szukający zemsty na Caravaggiu. Biografia malarza autorstwa Baglionego zasugerowała negatywny stosunek i pogardę do artysty późniejszym badaczom twórczości malarza, wpływowym XVII-wiecznym krytykom – Giovanniemu Belloriemu i Nicolasowi Poussinowi. Krytykował Caravaggia również mieszkający w Hiszpanii Vincenzo Carduci, który nazywa artystę antychrystem malarstwa z potwornymi umiejętnościami zwodzenia.

W latach dwudziestych XX wieku krytyk Roberto Longhi zwrócił uwagę publiczności na Caravaggia, którego wpisał do kanonu europejskiej tradycji malarstwa: 

Ribera, Vermeer, La Tour i Rembrandt nigdy by bez niego nie istnieli. A sztuka Delacroix, Courbeta oraz Maneta byłaby zupełnie inna.

 Krytyk Bernard Berenson zgodził się z Longhim: 

Z wyjątkiem Michała Anioła, żaden inny włoski malarz nie wywarł tak wielkiego wpływu.

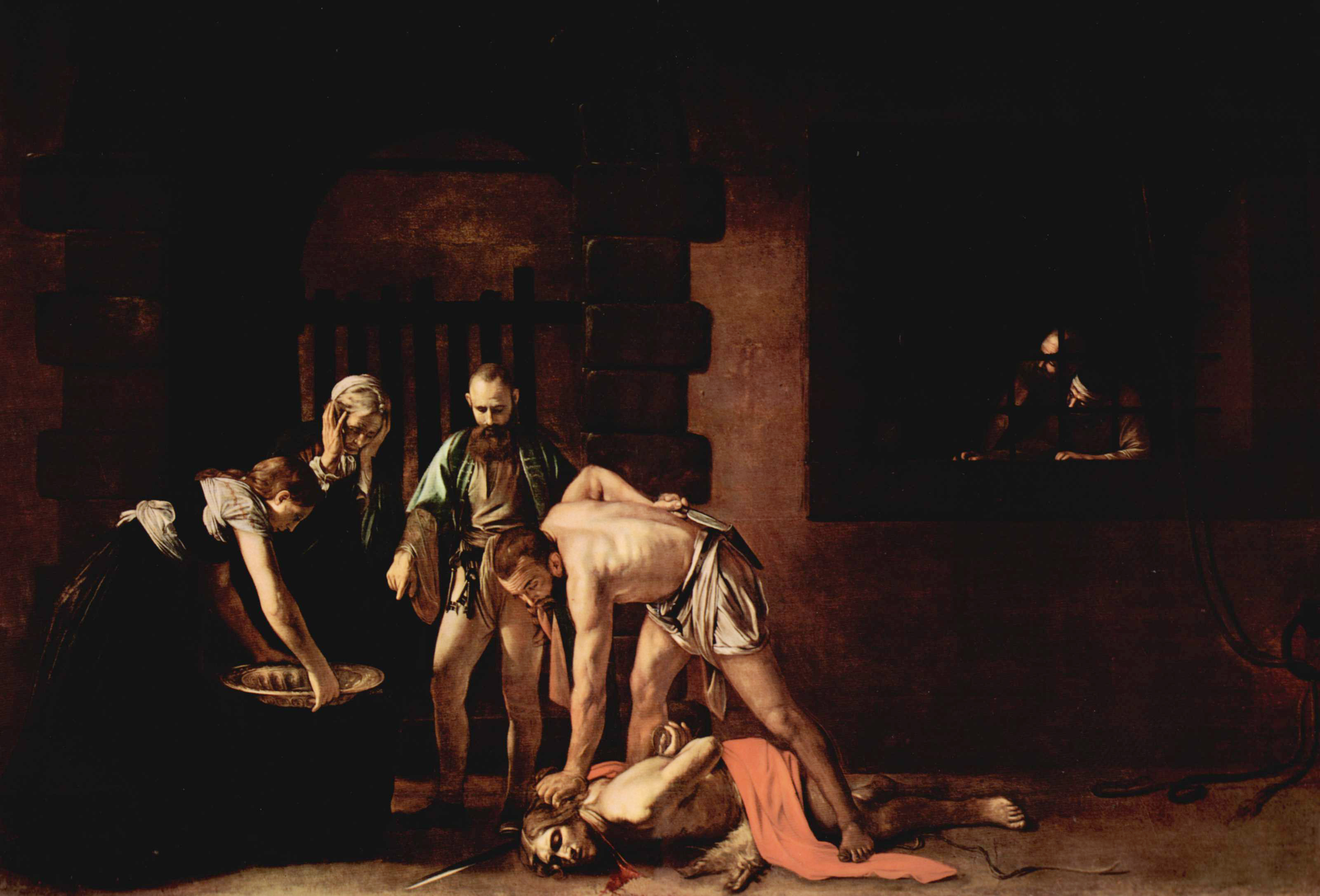
Ścięcie św. Jana Chrzciciela, (1608). Konkatedra świętego Jana, Valletta

### Współczesna krytyka Caravaggia
Za życia Caravaggio uznawany był za postać zarówno tajemniczą i fascynującą, jak i awanturniczą i niebezpieczną. Wkroczył na artystyczną scenę Rzymu w 1600 roku i nigdy nie doświadczył braku zleceń i gotowych go wspierać mecenasów. Spektakularne sukcesy przeplatał licznymi awanturami. Notatka z 1604 roku opisuje trzy wcześniejsze lata życia Caravaggia: 

Po dwóch tygodniach pracy wyrusza pewnym krokiem na jeden lub dwa miesiące z mieczem u boku i służącym, podążającym z tyłu, od jednego dworu do następnego, zawsze gotów wdać się w bójkę lub kłótnię, co czyni obcowanie z nim niezręcznym.

 W 1606 roku, podczas bójki zabił młodego mężczyznę i musiał uciekać z Rzymu. Za jego głowę wyznaczono cenę. W 1608 roku, na Malcie, ponownie wdał się w bijatykę. Następna poważna awantura miała miejsce w Neapolu w 1609 roku. Wtedy ledwie uszedł z życiem. Rok później, po nieco ponad dziesięcioletniej karierze, nie żył.
W Rzymie przełomu XVI i XVII stuleci budowano ogromne barokowe kościoły i pałace, które należało upiększyć. Kontrreformacja poszukiwała prawdziwie religijnej sztuki, którą odparłaby zagrożenie ze strony protestantyzmu. Rządzący prawie stulecie manieryzm był już nieskuteczny. Caravaggio wniósł do sztuki radykalny naturalizm, który łączył bliską obserwację świata fizycznego z dramatycznym, teatralnym użyciem gry światła i cienia.

Znany i niezwykle wpływowy za życia Caravaggio został prawie zupełnie zapomniany przez następne stulecia i dopiero w XX wieku jego znaczenie dla sztuki zostało na nowo odkryte. Mimo to jego wpływ na barok, rodzący się z ruin manieryzmu, był ogromny. Andre Berne-Joffroy, sekretarz Paula Valéry'ego, powiedział o nim: 

Co zaczyna się w dziełach Caravaggia, to po prostu malarstwo nowoczesne.

W licznych muzeach sztuki na świecie, na przykład w Detroit czy Nowym Jorku, są sale, pełne dzieł posiadających cechy obrazów Caravaggia: nocne sceny, dramaturgia oświetlenia, zwykli ludzie w roli modeli, realistyczne przedstawienie natury. W czasach nowożytnych malarze, tacy jak Norweg Odd Nerdrum, czy Węgier Tibor Csernus podejmowali próby naśladowania Caravaggia, a współczesny artysta amerykański Doug Ohlson nie kryje, że barokowy malarz wywarł ogromny wpływ na jego sztukę. Reżyser Derek Jarman opowiedział legendę Caravaggia w filmie Caravaggio. Holenderski fałszerz obrazów Han van Meegeren używał oryginalnych dzieł malarza przy podrabianiu dzieł dawnych mistrzów.
Obraz Powołanie świętych Piotra i Andrzeja został zidentyfikowany jako dzieło Caravaggia i poddany renowacji. Obraz odkryto w magazynie w Hampton Court. Omyłkowo był oznakowany jako kopia. W ostatnim stuleciu co najmniej kilka dzieł zaginęło. Richard Francis Burton pisał o obrazie Święty Różaniec w muzeum Wielkiego Księcia Toskanii, ukazującym krąg trzydziestu mężczyzn turpiter ligati. Malowidło jest uznawane za zaginione. Obraz Święty Mateusz i anioł został zniszczony w czasie bombardowania Drezna. Zachowały się natomiast czarno-białe fotografie dzieła.

## Lista obrazów Caravaggia
| Lp. | Tytuł                                           | Rok         | Wymiary (cm)                    | Miejsce przechowywania                                                                               | Ilustracja |
| --- | ----------------------------------------------- | ----------- | ------------------------------- | --- | ---------- |
| 1   | Chłopiec obierający owoce                       | 1592        | 75,5×64,4                       | Fundacja Roberto Longhi,                                                                             |            |
| 2   | Chłopiec obierający owoce                       | 1593        | 64,2 × 51,4                     | Hampton Court,                                                                                       |            |
| 3   | Chory Bachus                                    | 1593–1594   | 67×53                           | Galeria Borghese                                                                                     |            |
| 4   | Chłopiec gryziony przez jaszczurkę              | 1594        | 65,8×52,3                       | Fondazione dell’Arte Roberto Longhi, Florencja                                                       |            |
| 5   | Chłopiec gryziony przez jaszczurkę              | 1594        | 66×49,5                         | National Gallery w Londynie                                                                          |            |
| 6   | Chłopiec z koszem owoców                        | 1593–1594   | 70×67                           | Galeria Borghese                                                                                     |            |
| 7   | Maria Magdalena pokutująca                      | 1593–1594   | 122,5×96,5                      | Galleria Doria Pamphili                                                                              |            |
| 8   | Grający w karty                                 | 1594–1595   | 94,2×131,2                      | Kimbell Art Museum                                                                                   |            |
| 9   | Odpoczynek w czasie ucieczki do Egiptu          | 1592–1594   | 130×160                         | Galleria Doria Pamphilj                                                                              |            |
| 10  | Ekstaza św. Franciszka                          | 1594–1595   | 92,5×128,4                      | Wadsworth Atheneum                                                                                   |            |
| 11  | Chłopiec z wazonem róż                          | 1595        | 67,3×51,8                       | High Museum of Art                                                                                   |            |
| 12  | Muzykanci                                       | 1595–1596   | 92×118,5                        | Metropolitan Museum of Art                                                                           |            |
| 13  | Niewierny Tomasz                                | 1595–1596   | 107×146,1                       | Galeria Malarstwa (Sanssouci)                                                                        |            |
| 14  | Wróżenie z ręki                                 | 1594–1594   | 115 × 150                       | Muzea Kapitolińskie                                                                                  |            |
| 14a | Wróżenie z ręki                                 | 1596–1597   | 99×131                          | Luwr                                                                                                 |            |
| 15  | Bachus                                          | 1596        | 95×85                           | Galeria Uffizi                                                                                       |            |
| 16  | Lutnista                                        | 1596        | 94×119                          | Ermitaż                                                                                              |            |
| 17  | Pluton, Neptun i Jowisz                         | 1597        | 300×180                         | Casino di Villa Ludovisi                                                                             |            |
| 18  | Marta i Maria Magdalena                         | 1598        | 100×134,5                       | Detroit Institute of Arts                                                                            |            |
| 19  | Narcyz                                          | 1598–1599   | 122×92                          | Galleria Nazionale d’Arte Antica di Palazzo Barberini, Rzym                                          |            |
| 20  | Ofiarowanie Izaaka                              | 1596        | 116×173                         | Kolekcja Barbary Piaseckiej Johnson, Princeton                                                       |            |
| 21  | Kosz z owocami                                  | 1597        | 31×41                           | Pinakoteka Ambrozjańska                                                                              |            |
| 22  | Głowa Meduzy                                    | 1598        | olej na płótnie śr. 55 cm       | Galeria Uffizi                                                                                       |            |
| 23  | Judyta odcinająca głowę Holofernesowi           | 1598        | 145×195                         | Galleria Nazionale d’Arte Antica                                                                     |            |
| 24  | Portret Maffea Barberiniego                     | 1598–1599   | 124×90                          | Kolekcja prywatna, Florencja                                                                         |            |
| 25  | Powołanie św. Mateusza                          | 1599–1600   | 322×340                         | Kościół św. Ludwika Króla Francji w Rzymie                                                           |            |
| 26  | Dawid i Goliat                                  | 1599–1600   | 110×91                          | Prado, Madryt                                                                                        |            |
| 27  | Męczeństwo św. Mateusza                         | 1599–1600   | 323×343                         | Kościół św. Ludwika Króla Francji w Rzymie                                                           |            |
| 28  | Nawrócenie św. Pawła                            | 1600        | 230×175                         | Bazylika Najświętszej Maryi Panny Wszystkich Ludzi                                                   |            |
| 29  | Ukrzyżowanie św. Piotra                         | 1600        | 239×175                         | Bazylika Najświętszej Maryi Panny Wszystkich Ludzi                                                   |            |
| 30  | Wieczerza w Emaus                               | 1601–1602   | 141×196,2                       | National Gallery w Londynie                                                                          |            |
| 31  | Św. Jan Chrzciciel dziecięciem                  | 1602        | 129×94                          | Muzea Kapitolińskie                                                                                  |            |
| 32  | Święty Mateusz i anioł (pierwsza wersja obrazu) | 1598-1600   | 223×183 cm                      | Muzeum Cesarza Fryderyka, obecnie Muzeum Bodego (obraz został zniszczony podczas II wojny światowej) |            |
| 33  | Święty Mateusz i anioł                          | 1602        | 295×195                         | Kościół św. Ludwika Króla Francji w Rzymie                                                           |            |
| 33  | Pojmanie Chrystusa                              | 1602        | olej na płótnie, 133,5×169,5 cm | National Gallery of Ireland                                                                          |            |
| 34  | Złożenie do grobu                               | 1602–1603   | 300×203                         | Pinakoteka Watykańska                                                                                |            |
| 35  | Amor Zwycięski                                  | 1602–1603   | 154×110                         | Gemäldegalerie                                                                                       |            |
| 36  | Ofiarowanie Izaaka                              | 1603        | 104×135                         | Galeria Uffizi                                                                                       |            |
| 37  | Ecce Homo                                       | 1605        | 128×103                         | Galleria Municipale, Genua                                                                           |            |
| 38  | Św. Franciszek                                  | 1605        | 128x97                          | Galleria Nazionale d’Arte Antica                                                                     |            |
| 39  | Madonna z Dzieciątkiem i św. Anną               | 1605-1606   | 292x211                         | Galeria Borghese                                                                                     |            |
| 40  | Św. Hieronim piszący                            | 1606        | 112×157                         | Galeria Borghese                                                                                     |            |
| 41  | Wieczerza w Emmaus (1606)                       | 1606        | 141×175 cm                      | Pinakoteka Brera                                                                                     |            |
| 42  | Siedem uczynków miłosierdzia                    | 1606        | 390×260                         | Kościół Pio Monte della Misericordia w Neapolu                                                       |            |
| 43  | Śmierć Marii                                    | 1606        | 369×245                         | Luwr                                                                                                 |            |
| 44  | Madonna Różańcowa                               | 1607        | 364,5×249,5                     | Muzeum Historii Sztuki w Wiedniu                                                                     |            |
| 45  | Biczowanie Chrystusa                            | 1607 – 1609 | 266×213                         | Museo di Capodimonte                                                                                 |            |
| 46  | Dawid z głową Goliata                           | 1607        | 90,5×116                        | Muzeum Historii Sztuki w Wiedniu                                                                     |            |
| 47  | Portret kawalera maltańskiego                   | 1607        | 118,5×95,5 cm                   | Pałac Pitti                                                                                          |            |
| 48  | Portret Alofa de Wignacourta                    | 1608        | 195×134 cm                      | Luwr                                                                                                 |            |
| 49  | Śpiący Amor                                     | 1608        | 72×105 cm                       | Pałac Pitti                                                                                          |            |
| 50  | Święty Hieronim                                 | 1608        | 117×157                         | Konkatedra świętego Jana w Valletcie, Malta                                                          |            |
| 51  | Ścięcie św. Jana Chrzciciela                    | 1608        | 361×520                         | Konkatedra świętego Jana w Valletcie, Malta                                                          |            |
| 52  | Cierniem koronowanie                            | 1607        | 127×165,5                       | Muzeum Historii Sztuki w Wiedniu                                                                     |            |
| 53  | Pogrzeb św. Łucji                               | 1608        | 408×300                         | Kościół Świętej Łucji alla Badia, Syrakuzy, Sycylia                                                  |            |
| 54  | Wskrzeszenie Łazarza                            | 1609        | 380×275                         | Museo Regionale di Messina                                                                           |            |
| 55  | Pokłon pasterzy                                 | 1609        | 314×211                         | Museo Regionale di Messina                                                                           |            |
| 56  | Dawid z głową Goliata                           | 1609–1610   | 125×121                         | Galeria Borghese                                                                                     |            |
| 57  | Zaparcie się świętego Piotra                    | 1610        | 94×125                          | Metropolitan Museum of Art                                                                           |            |
| 59  | Zwiastowanie                                    | ok. 1609    | 285×205 cm                      | Musée des Beaux-Arts de Nancy                                                                        |            |